# Лукка, Марко
Марко Лукка (эст. Marco Lukka; 4 декабря 1996, Пярну) — эстонский футболист, защитник клуба «Флора». Выступает за сборную Эстонии.

## Биография

### Клубная карьера
Воспитанник клуба «Вапрус» (Пярну). Взрослую карьеру начал в клубе из пригорода Пярну — «Вапрус» (Вяндра), игравшем в третьем и втором дивизионах. Летом 2015 года перешёл в финский СИК, ставший в том сезоне чемпионом Финляндии, но провёл лишь 4 матча за его младшую команду («Керхо 07») в третьем дивизионе. В 2016 году перешёл в ведущий на тот момент клуб из Пярну — «Пярну ЛМ» и в его составе дебютировал в высшей лиге Эстонии, сыграв за сезон 33 из 36 матчей.
В 2017 году перешёл в один из сильнейших клубов Эстонии — таллинскую «Флору», однако долго не мог закрепиться в составе и больше играл за второй состав клуба. В 2017 году сыграл 12 матчей за главную команду «Флоры», в 2018 году — ни одного, в 2019 году — 4 игры. Вторую часть сезона 2018 года провёл на правах аренды в таллинском «Калеве», а в первой половине 2020 года играл за «Курессааре». С лета 2020 года стал более часто играть за «Флору», в сентябре 2020 года сыграл свои первые матчи в еврокубках. Неоднократный чемпион и призёр чемпионата Эстонии в составе «Флоры».

### Карьера в сборной
Выступал за молодёжную и олимпийскую сборную Эстонии.
В национальной сборной Эстонии дебютировал 5 сентября 2021 года, отыграв полностью в товарищеском матче против Северной Ирландии.

## Достижения
- Чемпион Эстонии: 2017, 2019, 2020
- Серебряный призёр чемпионата Эстонии: 2021
- Финалист Кубка Эстонии: 2017/18, 2020/21
- Обладатель Суперкубка Эстонии: 2021